# 澳門旅遊大學展望樓

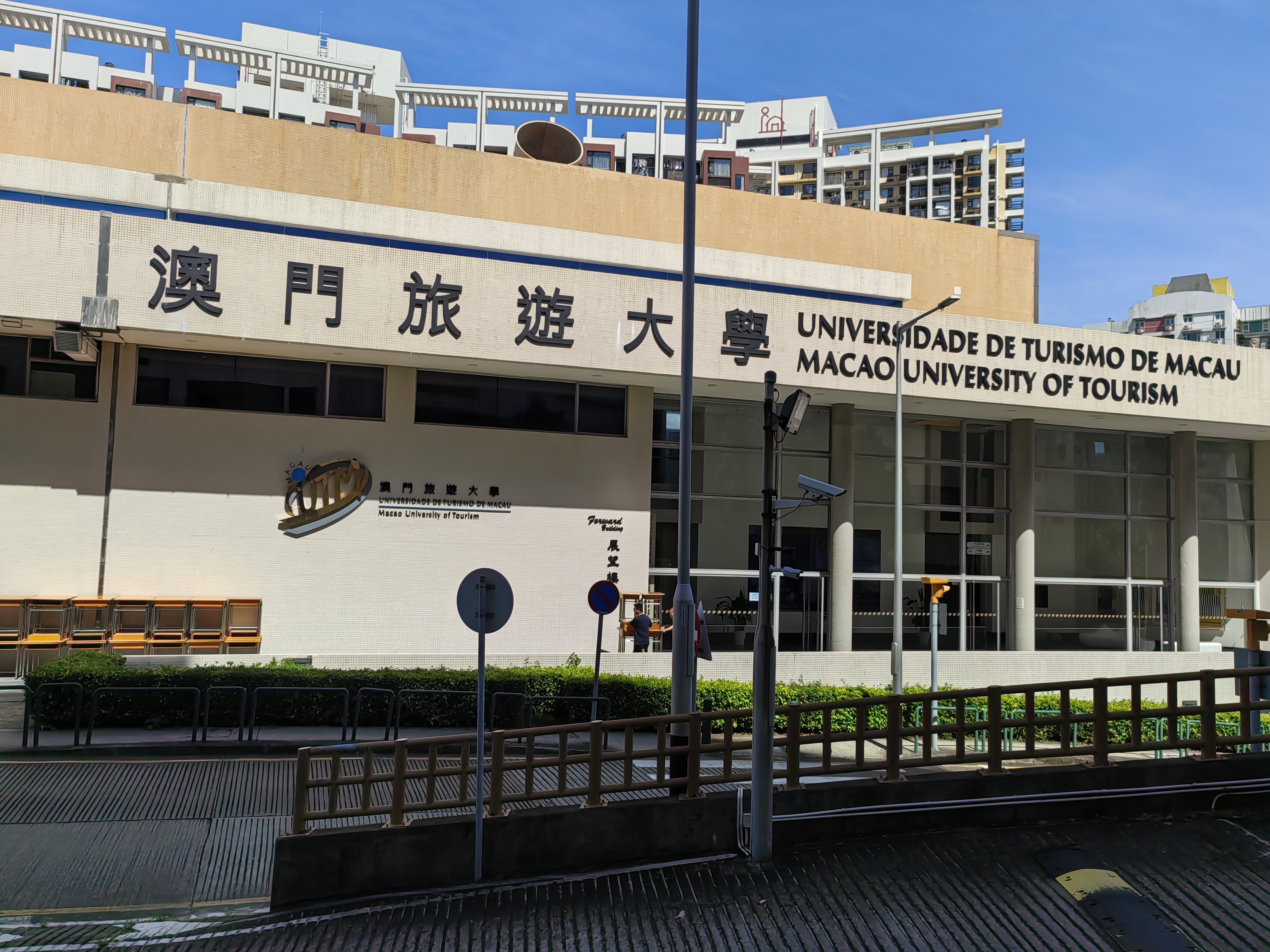
展望樓

展望樓（英語：Forward Buliding）位於澳門氹仔徐日昇寅公馬路，是澳門旅遊大學氹仔校區綜合教學大樓及主建築，作為澳門大學舊校園的一部分。其前身為澳門大學國際圖書館，於1999年由原來何賢會議中心的地庫兩層國際圖書館遷往此處；2013年，澳門大學遷往位於橫琴島澳門特別行政區政府管轄範圍內的新校區，圖書館亦全面啟動並展開搬遷工作，相關工作於2014年中完成。隨後原澳大圖書館大樓獲保留，經澳門特別行政區政府批准澳門大學沿用原址內部分設施並包括該大樓，同時原圖書館大樓更名為澳門大學城區中心，澳門研究中心以及澳門大學持續進修中心當時維持在該大樓運作。2015年10月，澳門大學將澳大城區中心即原圖書館大樓建築交還澳門特別行政區政府管理，澳門研究中心和持續進修大樓分別遷往新校區內的人文社科樓（E21）及中銀百年紀念大樓（E3），隨後該大樓撥歸澳門旅遊學院管理。2015年10月12日，澳門旅遊學院氹仔新校區正式揭牌，新校區於2016年8月1日起正式運作，原澳大圖書館大樓正式更為現名，作為旅大氹仔校區的綜合教學大樓。

## 澳門大學時期

### 澳門大學國際圖書館
1981年，澳門大學的前身東亞大學正式成立，該校為澳門第一間高等院校，圖書館由1985年起設於現時的何賢會議中心內的地庫一層和二層（現澳門城市大學圖書館和學生活動空間）。1999年，因應圖書館館藏量增加，澳門大學將原來位於何賢會議中心地庫圖書館遷往現址，利用三個月籌備時間進行為期兩星期的搬遷工作。圖書館大樓面積為15,000平方米，藏書60萬冊，部分藏書於1982年獲當時的澳門著名商人何賢作捐贈，有130排書架，總長約10公里
2013年，澳門大學全面啟動搬遷工作，其中圖書館於同年7月中旬起開始進行搬遷工作，是澳門有史以來最大規模的高校圖書館搬遷。工作分為兩階段進行，包括首階段將重要急需的書籍包括期刊和重要文獻，後階段將不急用的古藉及舊報紙搬遷，而相關搬遷工作由2010年起進行籌備。而新校區圖書館當時預計在2014年6月16日啟用。
為配合搬遷工作，澳大圖書館實施臨時開放安排，2014年6月1日至9日期間照常開放，到同年6月10日至15日起縮短開放時間，部分服務開始暫停。同年6月16日起正式閉館，借書服務亦於同日起暫停，期間擺放還書箱至同年7月31日。

### 澳門大學城區中心
2012年10月11日，澳門大學時任校長趙偉表示，計劃爭取於2013年新學年由舊校園遷往橫琴新校區的同時，計劃在澳門或氹仔籌建「城市中心」，中心可辦理一些行政服務手續和開班授課等，首選是希望使用原有氹仔校區其中一幢大樓，唯這還要由政府分配安排，目前未有定案。當中計劃推出主要為澳門成人而設的實用碩士課程（法學、教育、社會、管理範疇），加開如夜間、週末的碩士課程等，但會視乎中心的面積大少決定開班數量。
2014年8月14日，澳門特別行政區政府批准，原澳門大學圖書館大樓命名為「澳門大學城區中心」，澳門研究中心、持續進修中心維持在該大樓辦公，而工程研究及檢測中心亦留在原址辦公。 
2015年9月下旬，據澳門大學傳播學會旗下學生媒體《橙報》報道，澳門大學城區中心即原澳門大學國際圖書館大樓於10月起交還澳門特別行政區政府管理；同年9月28日，時任行政長官崔世安表示相信有關安排是為了高等教育的良好發展。

## 澳門旅遊大學氹仔校區

### 交還政府 旅院獲分配使用
2015年9月17日，澳門旅遊學院舉行畢業典禮，院長黃竹君指學院除獲分配澳門大學舊址東亞樓外，亦將可使用原澳大圖書館大樓和其他空間，為師生創設更優越的學習環境。
2015年9月30日，時任澳門特別行政區政府社會文化司司長譚俊榮證實澳大城區中心（原澳大圖書館大樓）於同年10月起交還政府管理，另包括大豐樓、教職員宿舍大樓撥歸澳門旅遊學院使用。譚俊榮當時透露，為配合澳門特別行政區政府和聯合國世界旅遊組織合作，計劃在澳門打造世界旅遊教育培訓中心，已建議行政長官將澳門大學舊校園內包括本大樓、教職員宿舍及澳大科技學院的實驗室原封不動歸給旅遊學院負責管理，成為澳門旅遊學院氹仔新校區一部分。

### 揭牌儀式
2015年10月12日，澳門旅遊學院氹仔校區揭牌儀式於本大樓內舉行，儀式由時任澳門特別行政區行政長官崔世安博士在社會文化司司長譚俊榮博士和聯合國世界旅遊組織秘書長塔勒布∙瑞法依博士見證下揭幕。旅院氹仔新校區總面積為望廈校區的兩倍，計劃於校區內增設教學酒店等設施，提供更多課程和專業培訓。

### 正式更名
2016年6月29日，澳門旅遊學院宣佈氹仔新校區於同年8月1日起正式運作，原位於氹仔美副將大馬路14號創福豪庭的氹仔舊校區已於同年7月1日起停止使用。原澳門大學圖書館大樓坐立於小山丘上將更名為展望樓，該命名是寓意澳門旅遊學院展望美好的未來及願景，作為氹仔新校區的綜合教學大樓。大樓內除課室外，更設有圖書館、會議場地、培訓中心、教職員辦公室、餐飲場所及停車場等設施。該大樓連同澳門大學舊校園內的東亞樓，以及教職員宿舍和原澳門大學科技學院兩個實驗室已於2017年起分配予旅院使用，而原教職員宿舍將改建為教學酒店，引入公寓式管理模式，為學生提供更多元化的訓練場所；東亞樓則主要作為學生宿舍。
2016年8月18日，澳旅院舉行新學年開學禮，院長黃竹君表示由該學年起安排大三和大四學生使用氹仔校區，大一和大二學生繼續留在望廈校區。長遠而言，待新校區建築物完成設計和間隔改動等工程後，計劃二至三年後將會把整個學士學位課程全部搬入氹仔新校區，而望廈校區獲保留，作專業操作培訓之用。
2016年11月中旬，時任社會文化司司長譚俊榮視察澳旅院氹仔校區，院長黃竹君向譚俊榮介紹時稱已安排部分學士學位及專業培訓課程的學生於氹仔校區上課，非本地學生亦已遷入東亞樓宿舍。

## 建築特色
展望樓是由原澳門大學圖書館大樓改造而成的綜合教學大樓，原建築由葡國著名建築師Mario Duarte Duque所設計。大樓樓高五層，面積約15,000平方米，設有課室、圖書館、會議場地、培訓中心、停車場等設施。該樓代號為F。與望廈校區的啓思樓（英語: Inspiration Building）和協力樓（英語: Team Building）的首字母組合起來，剛好是澳門旅遊學院的縮寫(舊名稱)。

## 樓層分佈

### 澳門大學圖書館
| 樓層              | 設施名稱 |
| ----------------- | --- |
| 地下 Ground Floor | 劉少榮展覽廳、文獻中心、參考書庫、英文寫作及英語咨詢中心（EWCC）、參考咨詢台、出納台、演講廳、S.T.D.M.演講廳 |
| 一樓 First Floor  | A-HJ類、HM-PZ類、Q-Z類、澳門資料室、影印服務、研習室、線上目錄、技術服務辦公室、古籍特藏室、古籍研習室       |
| 二樓 Second Floor | 美國坊、過期期刊區、微縮資料、小組研習室、現期期刊區、教師研習室、多媒體資料、消閒閱讀區、行政辦公室、電腦室 |

### 澳門旅遊大學氹仔校區 - 展望樓
| 樓層                  | 設施名稱                             |
| --------------------- | ------------------------------------ |
| 地庫層 Basement Floor | 課室、健身室                         |
| 地下 Ground Floor     | 氹仔校區圖書館、教務部、禮堂、大禮堂 |
| 一樓 First Floor      | 課室、繪畫室、文化遺產數碼檔案室     |
| 二樓 Second Floor     | 西式餐廳課室、茶藝/中式餐廳課堂      |

## 中心咖啡店
中心咖啡店（英語：The Centre Cafe），在澳門大學圖書館搬遷前名為圖書館咖啡廊（英語：The Library Cafe），於2000年開業，由澳門著名餅店連鎖安德魯餅店（英語：Lord Stow's Bakery）獲得私營權，2014年因澳門大學搬遷至橫琴新校區並更為現名；2015至2016年起因本大樓建築改為澳門旅遊學院擁有和管理，中心咖啡店隨後改為僅向澳門旅遊學院學生和教職員開放，並不對外向公眾開放。2022年7月25日，安德魯餅店於旗下社交專頁宣佈於同年7月31日起完結位於本大樓內中心咖啡店的私營權，引起不少網民紛紛留言懷念，對不少澳門大學舊校園時期就讀的舊師生而言指在該咖啡廊內留下了不少回憶。

## 外部連結
- 澳門大學舊校園圖書館各層平面圖 （页面存档备份，存于）
- 澳門旅遊學院官方網站 （页面存档备份，存于）